# Boonyakait Wongsajaem
Boonyakait Wongsajaem (tiếng Thái: บุญเกียรติ วงค์ษาแจ่ม, còn được biết với tên đơn giản Phak (tiếng Thái: พาค), sinh ngày 29 tháng 6 năm 1994) là một cầu thủ bóng đá từ Thái Lan. Hiện tại anh thi đấu cho PTT Rayong ở Thai League 2. ở vị trí thủ môn.

## Sự nghiệp
Anh thi đấu cho Suphanburi năm 2015 and later cho PTT Rayong năm 2016.
Anh tham dự  Thailand National Games 2013 cùng với Lamphun Warrior, finished in second place.